# Karl Heinrich Koch
Karl Heinrich Emil Koch (født 6. juni 1809 i Ettersburg ved Weimar, død 25. maj 1879 i Berlin) var en tysk botaniker.
Koch var professor i botanik i Jena og Berlin. Han var væsentlig systematiker og særlig kendt for sine studier af europæiske, asiatiske og nordamerikanske træer og buske fra det ikke tropiske klima. Hans hovedværk er: Dendrologie, Bäume, Sträucher und Halbsträucher, welche in Mittel- und Nordeuropa kultiviert werden (1869).
Autornavnet K. Koch kan bruges for Karl Heinrich Koch sammen med et videnskabeligt artsnavn inden for botanikken. (Wikipedia-artikler der bruger autornavnet)